# Santa Caterina di Pittinuri
Santa Caterina di Pittinuri is een plaats (frazione) in de Italiaanse gemeente Cuglieri.